# コンラート・ツーゼ
コンラート・ツーゼ（Konrad Zuse, 1910年6月22日 - 1995年12月18日）は、ドイツの土木技術者で発明家であり、コンピュータの先駆者である。

## 概要
世界初の完全動作するプログラム制御式コンピュータ Zuse Z3 を開発し、1941年5月に稼働させた。1998年、Z3 はチューリング完全であることが証明された。
また、S2 という世界初のプロセス制御コンピュータとされる計算機でも知られている。ツーゼは1941年に世界初のコンピュータ企業を設立した。この会社は世界初の商用コンピュータZ4を開発した。1946年には世界初の高水準プログラミング言語であるプランカルキュールを設計している。1969年、Rechnender Raum（Calculating Space、計算する宇宙）を出版し、デジタル物理学の概念を提唱した。
初期の業績の大部分は家族や民間の資金でまかなわれていたが、1939年以降はナチス・ドイツ政府から資金提供を受けるようになった。第二次世界大戦の影響で、業績の大部分はイギリスやアメリカ合衆国では気づかれなかった。アメリカの企業で彼の影響が見られたのは 1946年にIBMがツーゼに特許使用許諾を得たのが最初である。
Z4の実物とZ3の複製品がミュンヘンのドイツ博物館にある。ベルリンのドイツ科学技術博物館では彼と彼の作品に関する特別展示をしている。再現されたZ1を含む12台の彼のマシン、オリジナルの文書、描いた絵などが展示されている。

## 生涯

### 第二次世界大戦前の仕事と Z1

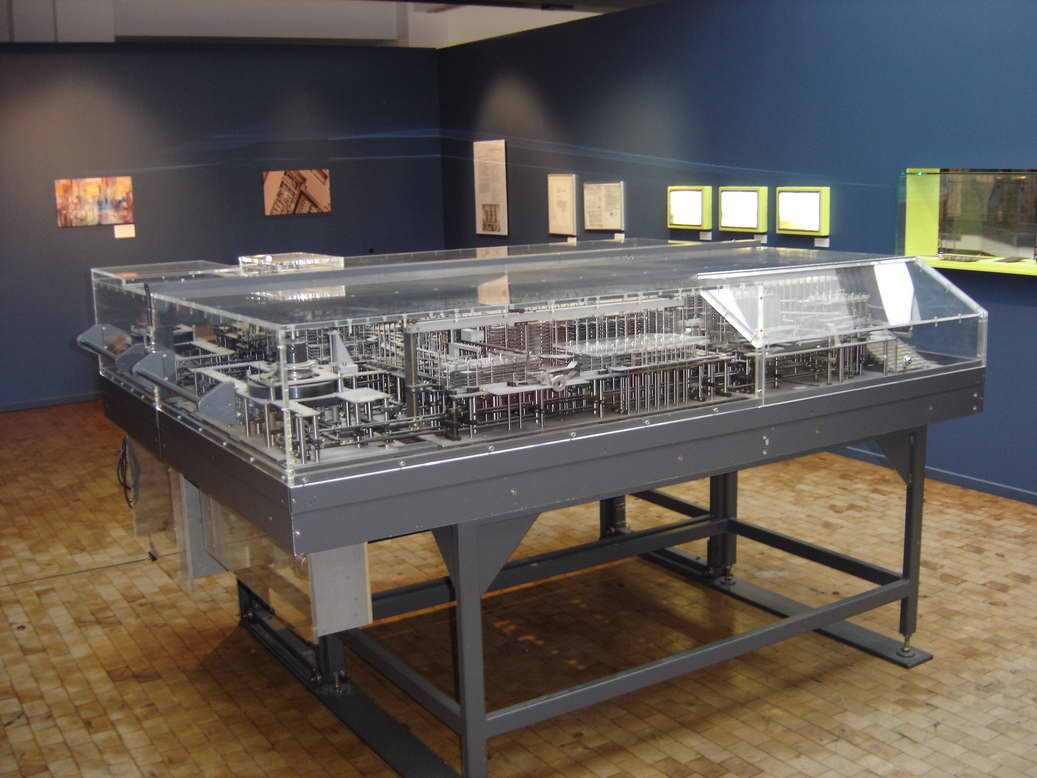
再現された Zuse Z1 （ベルリン ドイツ科学技術博物館）

1910年6月22日、ドイツのベルリンで生まれる。1912年、家族と共に東プロイセンのブラウンスベルク（現ポーランド・ヴァルミア＝マズールィ県ブラニェヴォ）へ移住。父はそこで郵便局員の職を得た。ツーゼはブラウンスベルクでイエズス会系の学校に入学。1923年、一家はホイエルスヴェルダに移り住み、そこで彼は1928年にアビトゥーアに合格し、大学入学資格を得た。
王立シャルロッテンブルク工科大学（現在のベルリン工科大学）に入学し、工学と建築学の両方を学んだが、それらは彼にとって退屈だった。結局土木工学を専攻して1935年に卒業。一時期、フォード・モーターで芸術的才能を生かして広告のデザインをしていた。その後、ベルリン近郊のシェーネフェルトにあるヘンシェルの航空機工場で設計技師として働いた。その仕事でいやになるほど手で計算を行い、その経験によって機械による計算を夢想するようになった。
両親の家で1936年、Z1と呼ばれる機械を制作した。これは電気駆動の二進浮動小数点数の機械式計算機で、若干のプログラムが可能であり、命令をさん孔テープ（35mmフィルムを使用）から読み取るものであった。1937年、フォン・ノイマン・アーキテクチャを先取りしたような特許を2件申請している。Z1は1938年に一応完成した。しかし3万点もの金属部品の精度不足のため完全動作には至らなかった。Z1とそのオリジナルの青図は第二次世界大戦の中で破壊される。

### 第二次世界大戦–Z2、Z3、Z4

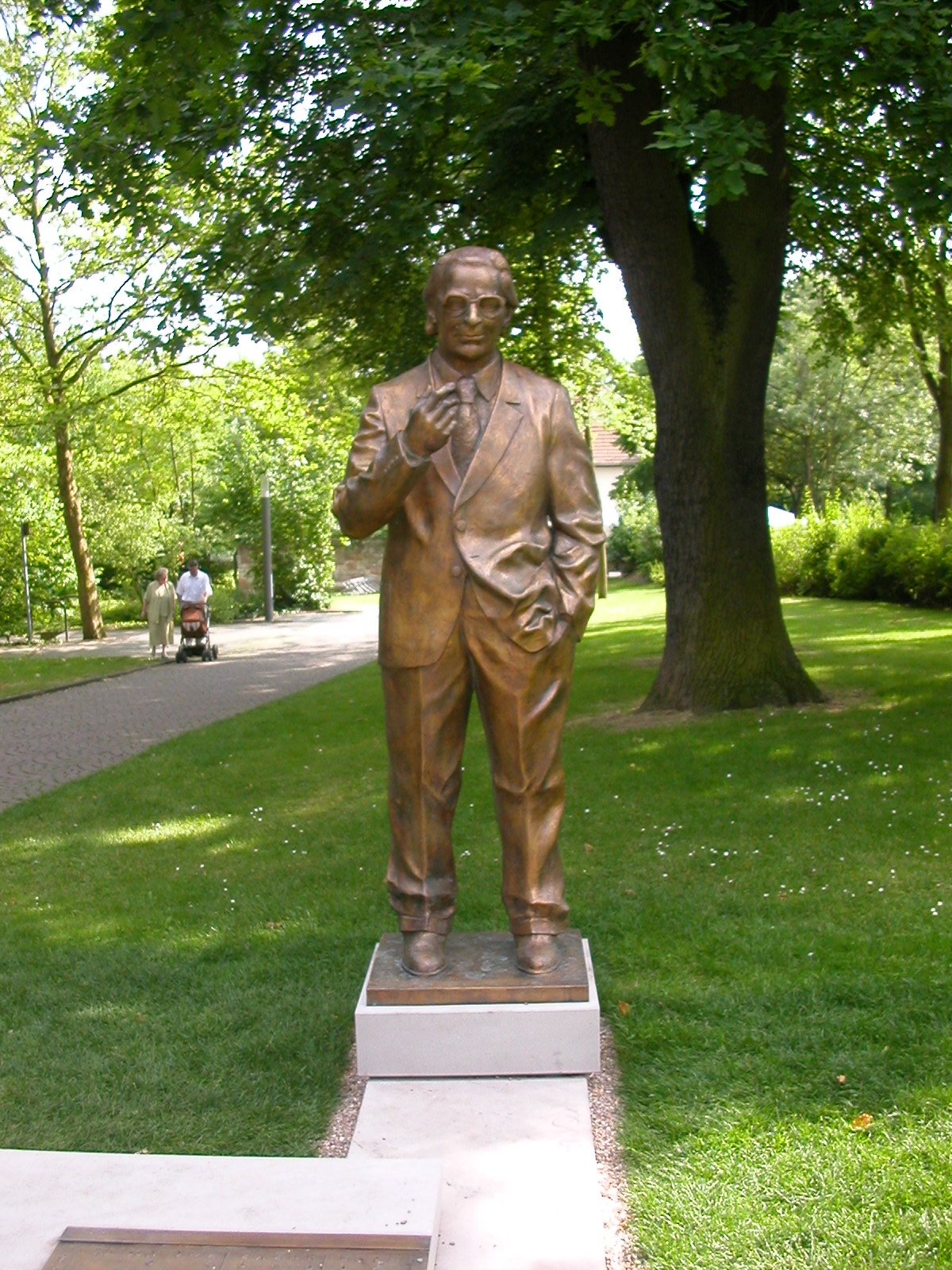
バート・ヘルスフェルトにあるツーゼの像

ツーゼは当時の他の計算機科学者や数学者とは全く独立にコンピュータを開発していた。1936年から1945年まで、第二次世界大戦によってほぼ完全な知的隔離状態だった。1937年、友人のヘルムート・シュライヤーはツーゼにスイッチング部品として真空管を使うことを助言している。当時ツーゼはそれを「ばかげた考え (schnapsidee)」だと思っていた。シュライヤーは1938年にはZ3のプロトタイプ製作を助けている。
1939年兵役につき、そこで物資を与えられ、最終的にZ2を完成させた。Z2は、電話用リレーを使ってZ1を改良したバージョンである。1941年、自身のマシンを製造する企業 Zuse Apparatebau（ツーゼ装置エンジニアリング）を創業。
Z2を基本として改良を施し、1941年にはZ3を完成させる。Z3 は二進法による22ビット長浮動小数点数計算機であり、ループを使ったプログラムを組むことができた。ただし条件分岐はできない。メモリと計算装置は電話機用のリレーを使っている。条件分岐は命令として用意されていないが、チューリング完全性は1998年に証明されている。ただし、プログラムを供給するテープをループ状にするという屁理屈のような証明であり、実用的なチューリング完全ではない（詳細はZuse_Z3#計算可能性を参照）。実用化に重きを置いていたツーゼ自身がZ3をチューリング完全であると考えたわけではない。
なお、プログラムは不可能だが世界初の電子式コンピュータとしては、1939年から1941年にかけてアイオワ州立大学で開発されたアタナソフ&ベリー・コンピュータがある。
Z3の開発資金は、自動計算能力を必要としていたドイツ政府系のドイツ航空機研究所 (DVL) が一部を提供している。シュライヤーはリレー式のZ3の後継機として電子式計算機の開発を政府に提案したが、「戦略的に重要でない」として却下された。
ツーゼの会社はZ1、Z2、Z3と共に1945年の連合国による空襲で破壊された。1942年から製作中だった Z4 は事前に安全な場所に移されていたため難を逃れた。戦後は物資不足でZ4の製作が続けられず、再開できたのは1949年のことである。1949年11月8日、Zuse KG を創業。チューリッヒ工科大学の数学者、エドゥアルト・シュティーフェル はZ4を見学し、1950年に1台注文した。Z4は1950年7月12日にチューリッヒ工科大学に納入され、非常に信頼性が高いことを証明した。
ツーゼはナチ党の党員になったことはないが、ナチのために働くことに何の疑問も良心の呵責も感じていない。戦後しばらくたって、優秀な科学者や技術者は、多少問題のあるビジネスや軍と悪魔的取引をしてでも仕事をするか、それとも全く何もしないか、選ぶ必要に迫られるものだと述べている。

### S1 と S2
1940年、ドイツ政府は Aerodynamische Versuchsanstalt（AVA、航空力学研究所、後のDLRの前身）を通してツーゼに資金提供し、ツーゼの成果を滑空爆弾の製造に利用した。ツーゼはS1およびS2という計算機械を製作。無線操縦式の滑空爆弾の翼について、航空力学的な計算を行う専用計算機である。S2はアナログ・デジタル変換器を備え、プログラム制御される。そのため、世界初のプロセス制御コンピュータとも言われている。
これらのマシンは、1941年から1945年までドイツ軍が開発したヘンシェルの Hs 293 と Hs 294 という誘導ミサイルで使われた。それらは巡航ミサイルの先駆けでもある。S1の回路設計は、後のZ11の設計の元となった。ツーゼはそれらのマシンが1945年にソ連軍に鹵獲されたと信じていた。

### プランカルキュール
Z4を開発中のころ、ツーゼは機械語によるプログラミングは複雑すぎると考えるようになった。戦争末期にベルリンからシュヴァーベンに疎開したとき、ハードウェアの作業ができなくなったので、1945年から46年にかけて世界初の高水準プログラミング言語プランカルキュールを設計した。その一部は1948年に発表しているが、全体像を公表したのは1972年のことである。これは理論的な部分での業績であり、生きている間には実装されることもなく、後のプログラミング言語にも直接的な影響を与えることはなかった。ALGOL設計者の1人 Heinz Rutishauser はK・ツーゼは1948年、初期のアルゴリズム的言語を開発する試みを開始した。彼の記法は非常に一般的だったが、その提案はほとんど顧みられなかった。と記している。プランカルキュールの処理系は死後5年たった2000年にベルリン自由大学のチームが初めて実装した。

### 結婚と家族
1945年1月、ギーゼラ・ブランデスと結婚。1945年11月に生まれた長男ホーストを筆頭として、5人の子をもうけた。

### 起業家としてのツーゼ

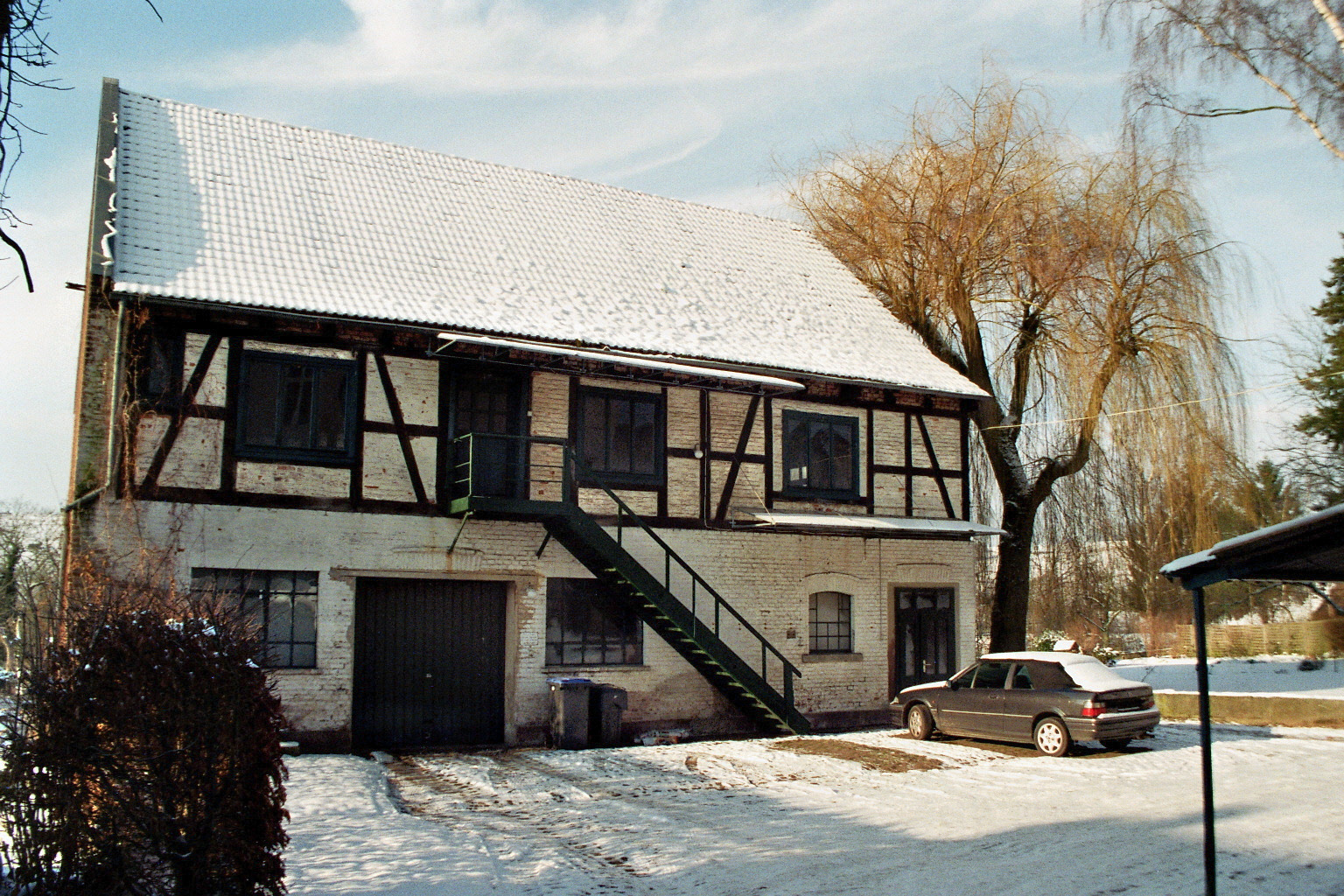
ツーゼが作業場として使っていた建物（ノイキルヒェン、2010年1月撮影）

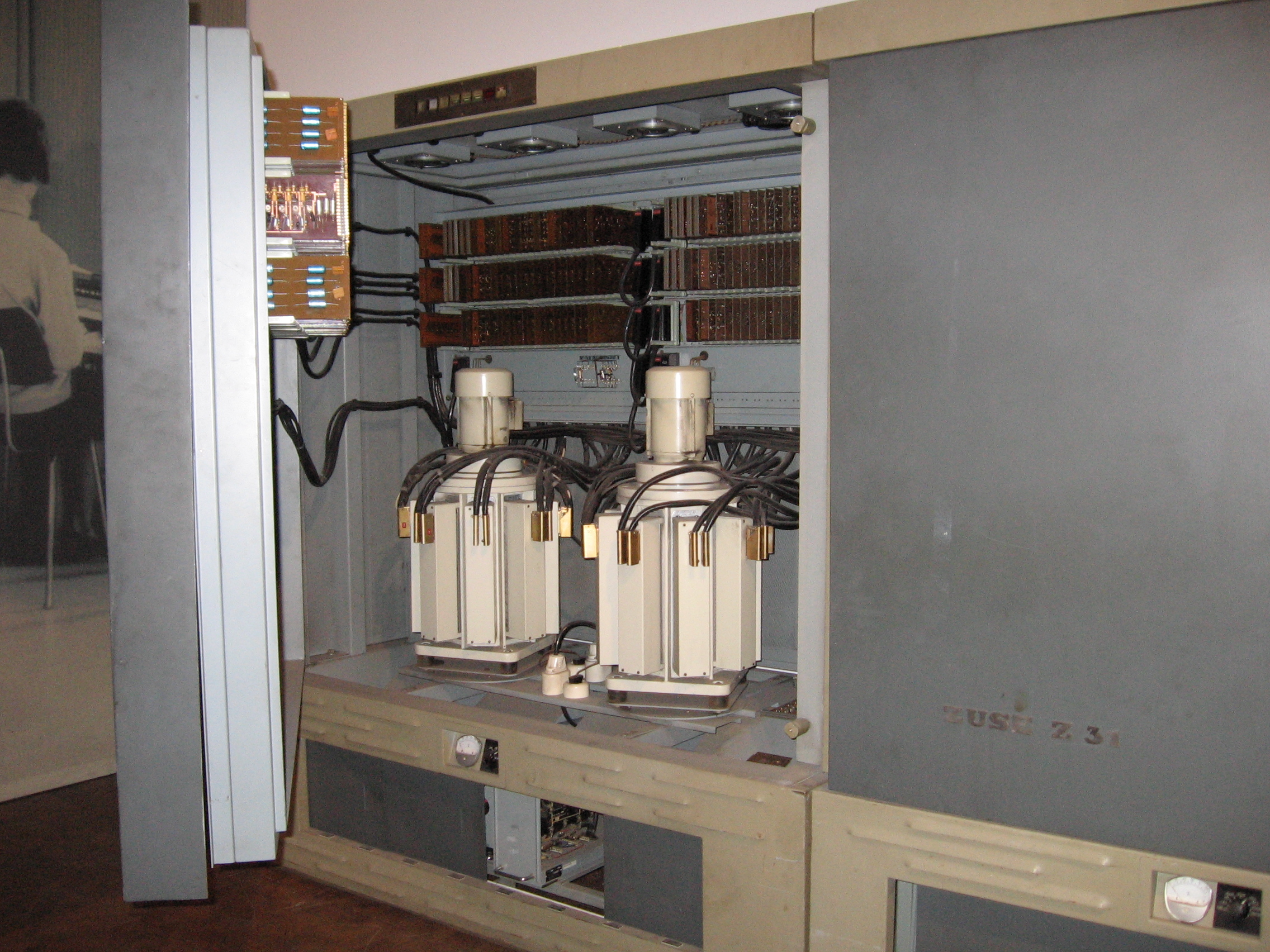
Z31の磁気ドラムメモリ (1963)

1946年、世界初のコンピュータ企業 Zuse-Ingenieurburo Hopferau を設立した。資本はチューリッヒ工科大学からとIBMに与えた特許の使用許諾を担保として集めた。
1949年、別会社 Zuse KG をハウネタール＝ノイキルヒェンに設立。1957年にはバート・ヘルスフェルトに移転している。1950年9月 Z4 が完成すると、マシンはスイスのチューリッヒ工科大学に納入された。当時、これがヨーロッパ大陸で動作している唯一のコンピュータであったし、世界で2番目に販売されたコンピュータでもある。1番目はBINACだが、BINACは納入後も完全動作したことがない。その後のマシンも Z のあとに番号を付けた名前で、Z43まで製造販売した。Z11 は光学企業と大学に販売された。Z22 は磁気記憶装置を使用した最初のコンピュータである(1955年)。
1967年までに Zuse KG は251台のコンピュータを販売したが、財政問題によってシーメンス社に身売りすることとなった。

### 計算する宇宙–Z1再生
1967年にツーゼは宇宙自体がセル・オートマトンあるいはコンピュータグリッド上で実行されていると言い出した（デジタル物理学）。そうして1969年に著書 Rechnender Raum を出版した（1970年にMITで Calculating Space（計算する宇宙）と題して英語に翻訳されている）。その理論に反する物理現象は見つかっていないため､多くの注意を引き付けた。その考え方はエドワード・フレドキンやスティーブン・ウルフラム（A New Kind of Science、2002年）らによって発展させられてきている。

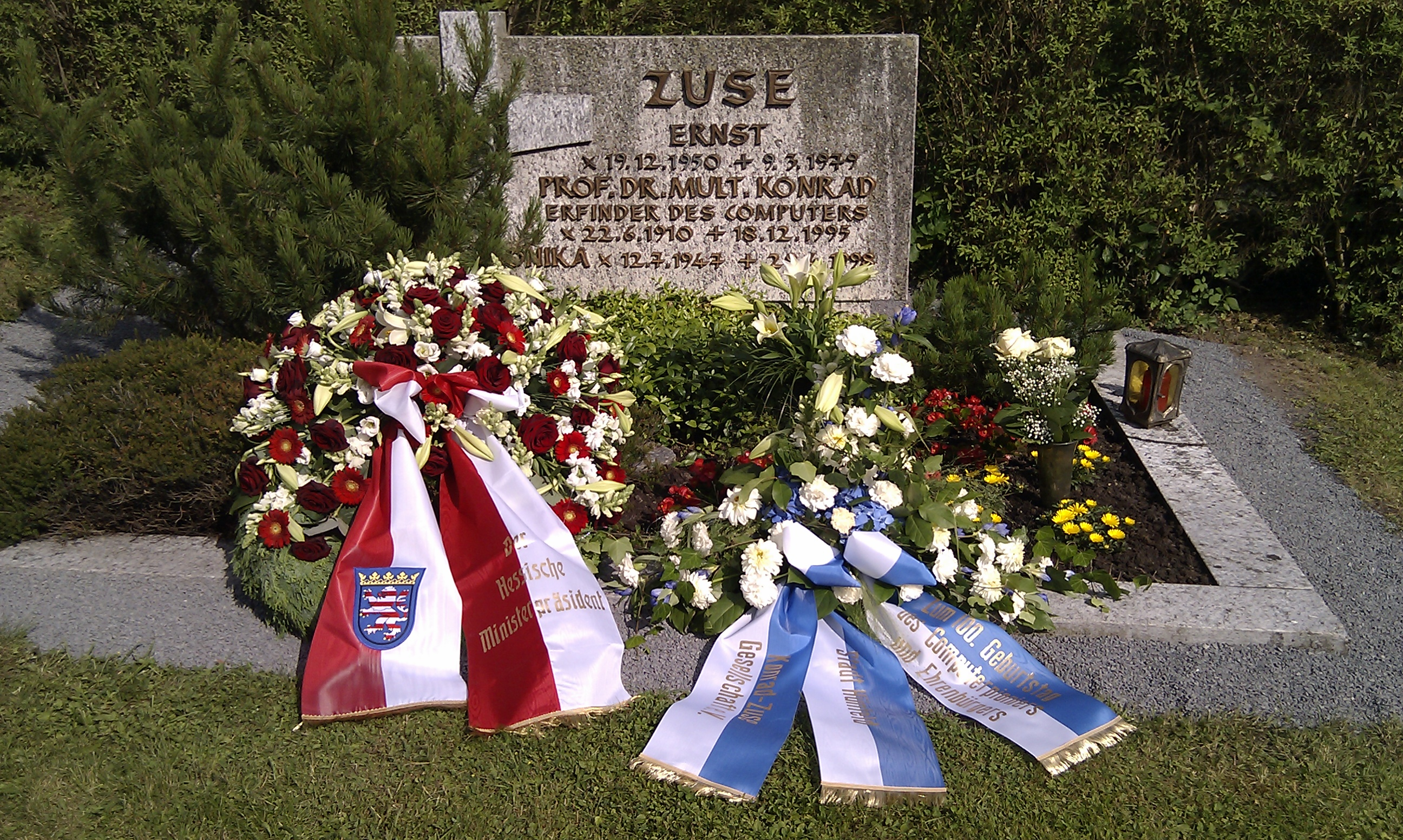
コンラート・ツーゼの墓

1987年から1989年にかけて、心臓発作なども経験しながら Z1 を再生した。最終的には3万個の部品を使い、80万ドイツマルクを費やした。組み立て作業は4人がかりであった。このプロジェクトはシーメンスと5社の企業がコンソーシアムを結成して出資したものである。
引退後、彼は趣味の絵画に没頭した。1995年12月18日、ドイツのフルダ近郊の ヒューンフェルト で死去。

## 受賞歴
- 1964年 - ヴェルナー・フォン・ジーメンス・リング（英語版）（ヴァルター・ショットキーらと同時受賞）[14]
- 1965年 - Harry H. Goode Memorial Award（ジョージ・スティビッツと同時受賞）
- 1969年 - ヴィルヘルム・エクスナー・メダル
- 1972年 - ドイツ連邦共和国功労勲章受勲
- 1985年 - コテニウス・メダル
- 1995年 - エドゥアルト・ライン財団基礎研究賞
- 1999年 - コンピュータ歴史博物館フェロー選出[1]

ベルリンにはツーゼの名を冠した応用数学と計算機科学の研究所、ツーゼ研究所ベルリンがある。
ツーゼにちなんだ賞として、ドイツ計算機科学会のコンラート・ツーゼ・メダルと、ドイツ中央建設業連盟のコンラート・ツーゼ・メダルがある。

## コンラート・ツーゼに関連した著作
- Konrad Zuse; F L Bauer (1993). The Computer – My Life. Berlin: Springer Verlag. ISBN 3-540-56453-5. OCLC 441707852. ISBN 0-387-56453-5
- Jürgen Alex; Hermann Flessner, Wilhelm Mons, Horst Zuse (2000). onrad Zuse: Der Vater des Computers.. Fulda: K Parzeller. ISBN 3-7900-0317-4. OCLC 247059707
- Raúl Rojas; Friedrich Ludwig Bauer; Konrad Zuse; et al (1998). Die Rechenmaschinen von Konrad Zuse. Berlin: Springer. ISBN 3-540-63461-4. OCLC 39223823
- Jürgen Alex: "Wege und Irrwege des Konrad Zuse." In: Spektrum der Wissenschaft (dt. Ausgabe von Scientific American) 1/1997, ISSN 0170-2971.
- Hadwig Dorsch: Der erste Computer. Konrad Zuses Z1 – Berlin 1936. Beginn und Entwicklung einer technischen Revolution. Mit Beiträgen von Konrad Zuse und Otto Lührs. Museum für Verkehr und Technik, Berlin 1989.
- Clemens Kieser: „Ich bin zu faul zum Rechnen“ – Konrad Zuses Computer Z22 im Zentrum für Kunst und Medientechnologie Karlsruhe. In: Denkmalpflege in Baden-Württemberg, 4/34/2005, Esslingen am Neckar, S. 180-184, ISSN 0342-0027.
- Arno Peters; Konrad Zuse (2000). Was ist und wie verwirklicht sich : Computer-Sozialismus : Gespräche mit Konrad Zuse. Berlin: Verlag Neues Leben. ISBN 3-355-01510-5
- Paul Janositz: Informatik und Konrad Zuse: Der Pionier des Computerbaus in Europa – Das verkannte Genie aus Adlershof. In: Der Tagesspiegel Nr. 19127, Berlin, 9. März 2006, Beilage Seite B3.
- Jürgen Alex (2006). Zum Einfluß elementarer Sätze der mathematischen Logik bei Alfred Tarski auf die drei Computerkonzepte des Konrad Zuse (Thesis/dissertation ed.). Chemnitz: TU Chemnitz. OCLC 637535460
- Jürgen Alex (2007). Zur Entstehung des Computers – von Alfred Tarski zu Konrad Zuse. Düsseldorf: VDI-Verlag. ISBN 978-3-18-150051-4. ISSN 0082-2361. OCLC 122260305.
- Herbert Bruderer, Informatiker (2012). Konrad Zuse und die Schweiz. Wer hat den Computer erfunden? Charles Babbage, Alan Turing und John von Neumann. XXVI. München: Oldenbourg Verlag. p. 224. ISBN 9783486713664
- 森田信吾『新・栄光なき天才たち』 第三巻、集英社。ISBN 4088618351。OCLC 673970906。